# Aldo Falivena

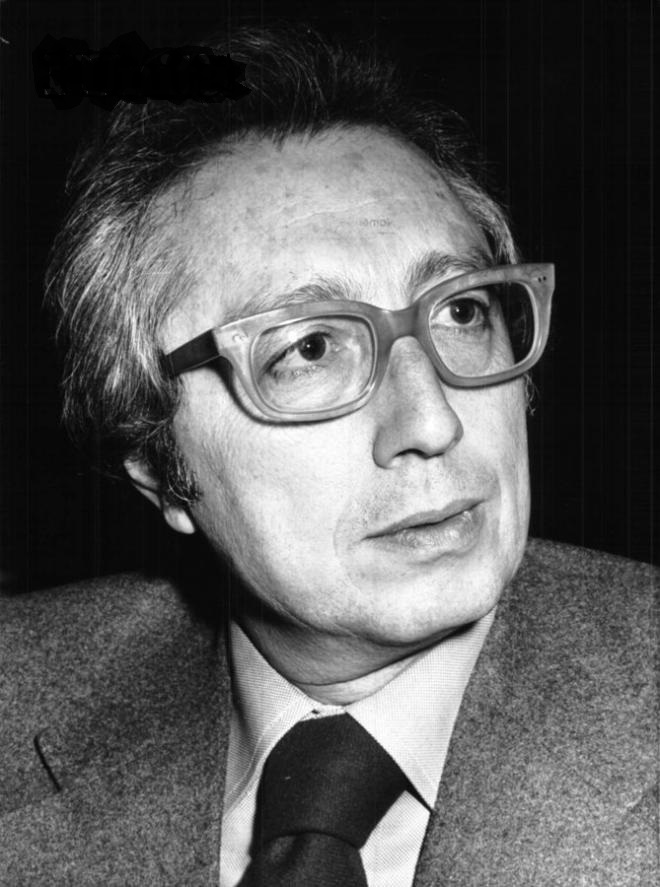
Aldo Falivena

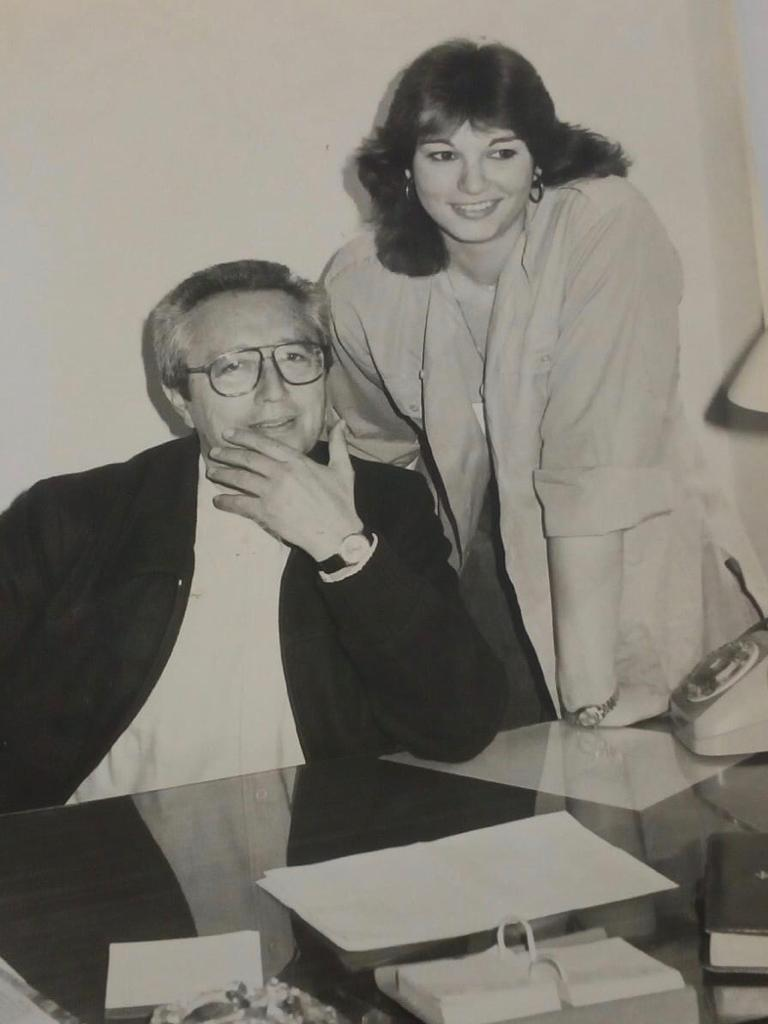
Aldo Falivena - foto in bianco e nero

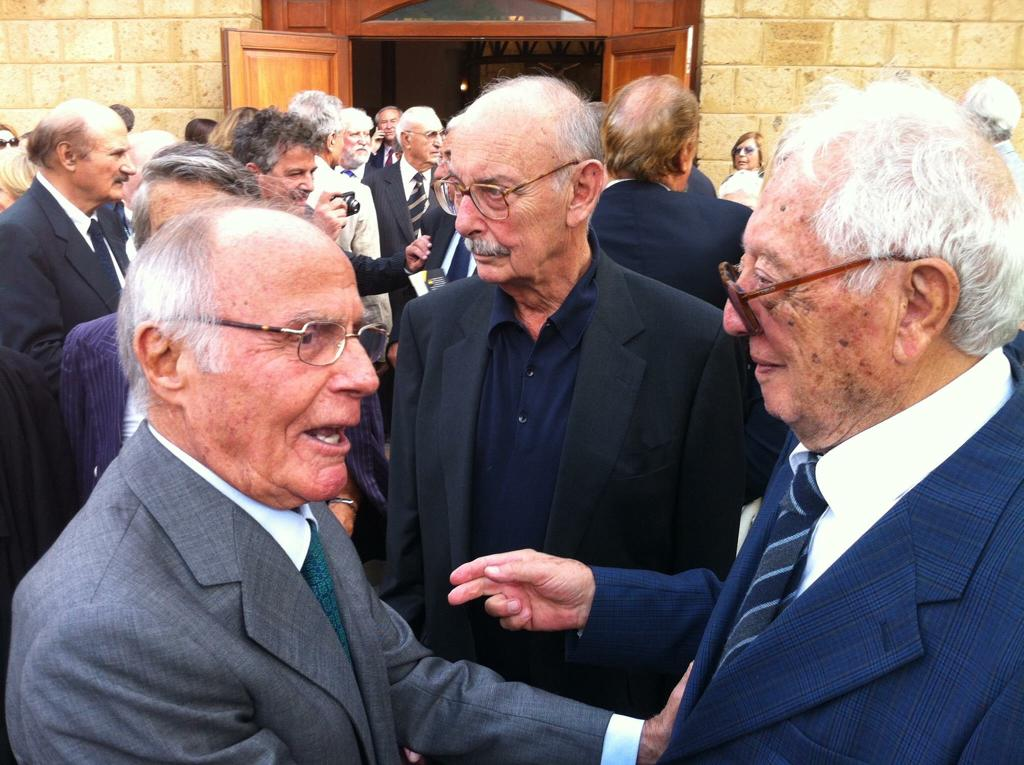
Da sinistra Tito Stagno e Aldo Falivena (settembre 2012)

Aldo Falivena (Salerno, 18 febbraio 1928 – Roma, 22 novembre 2021) è stato un giornalista italiano.

## Biografia

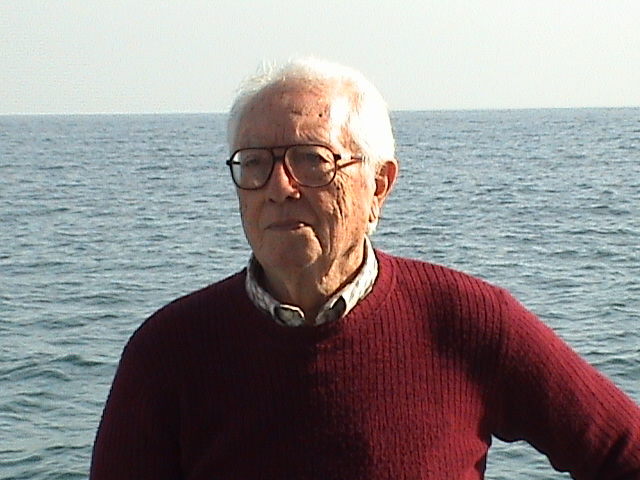
Aldo Falivena

Aldo Falivena è stato cronista a Salerno, sua città natale, negli anni cinquanta. In quegli anni si laurea in giurisprudenza all’Università di Napoli e inizia con il racconto dell’alluvione che nel 1954 sconvolge la sua città e la costiera amalfitana per la prima pagina del quotidiano Il Giornale di Napoli, diretto da Carlo Zaghi, che lo assume come praticante. Inizia a collaborare con racconti e articoli da terza pagina anche per Il Resto del Carlino di Giovanni Spadolini.
Nel 1958 Enzo Biagi – conosciuto in un precedente soggiorno di studio negli Stati Uniti – lo assume a Milano per il settimanale Epoca di cui è direttore. In questa città entra in sintonia e collabora con un altro maestro di giornalismo quale Gaetano Afeltra, amalfitano d’origine, che riversa estro, fantasia e rigore professionale nel Corriere d'Informazione, quotidiano del pomeriggio di Corsera, per il quale firma articoli di attualità e di costume.
A distanza di qualche anno la svolta: dalla carta stampata alla televisione. Nel 1961 Enzo Biagi si trasferisce a Roma per dirigere il telegiornale e designa Falivena come caporedattore di RT, il primo rotocalco della Rai.
In seguito, dal 1964 al 1966, nella televisione di Ettore Bernabei, è chiamato alla responsabilità di TV7, il settimanale giornalistico di cronaca e costume della Rai ed ottiene due riconoscimenti professionali: il Saint Vincent per il giornalismo televisivo e, a Milano, il Bagutta di “giornalista del mese”.
Nel 1968 il suo exploit come personaggio televisivo con il programma Faccia a faccia da lui ideato e condotto. Milioni di spettatori sanciscono il successo del programma in cui il pubblico, per la prima volta, è chiamato ad interagire in diretta con politici nazionali, pubblici amministratori, illustri primari, magistrati.
A luglio del 1969, già responsabile dei servizi speciali, è chiamato a coordinare fiction e news per la trasmissione 1969-Niente come prima, non stop di 28 ore per l’allunaggio dell’uomo sulla Luna. Intanto propone e realizza inchieste filmate tipo Essere diversi, sul mondo degli anziani e sui malati di mente o come Gente nel Sud in cui rivisita in quattro puntate il Mezzogiorno d’Italia sulla scorta e gli studi di grandi meridionalisti: da Guido Dorso a Gaetano Salvemini, da Giustino Fortunato a Luigi Sturzo.
Per due anni si occupa di spettacolo e di coproduzioni televisive. A lui si debbono il primo serial italiano La famiglia Benvenuti, la serie monografica Storie vere, I tre moschettieri in coproduzione con la Francia e l’idea da cui nacque il progetto dell’Odissea. Nel 1971 firma, con il regista Dante Guardamagna, l'opera di teatro inchiesta L'Esperimento.
Ritornato al settore giornalistico è responsabile di Galleria e di Reporter, settimanali del TG2.

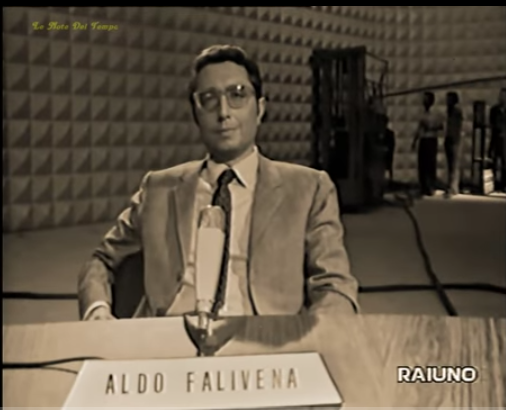
Aldo Falivena in diretta sulla Rai

Nel 1976 innova ancora una volta lo schema del dibattito con un nuovo programma. Su una poltrona girevole al centro dello studio televisivo in un’atmosfera da Ring (questo il nome della trasmissione) siedono alternativamente Andreotti, Craxi, Berlinguer, Zaccagnini o Gassman e nove giornalisti in circolo li puntano con rapide domande.
In Direttissima nel 1977 sperimenta una sorta di giuria popolare, tutta al femminile, che ha il diritto di intervenire negli snodi del programma rivolgendo domande sia agli ospiti che al conduttore. Singolare l’idea, ardua l’attuazione, anche per le tensioni politiche allora incombenti.
Nel 1978 promuove un Ring internazionale e, con il supporto di tre giornalisti superesperti, mette al centro del “quadrato” premier e personaggi di spicco del mondo; si reca ad esempio in Egitto, in Libia, in Israele, in Libano per dialogare con Sadat, Gheddafi, Begin, Arafat e capire le ragioni del conflitto che turbano la pace in Medio Oriente.
Nel 1979 è al seguito del 62º Giro d’Italia con il programma Tutti al giro dove, al termine di ogni tappa, invita i protagonisti della corsa a confrontarsi a caldo senza troppi peli sulla lingua.
Sue sono anche le trasmissioni Ti piace Garibaldi?, e Serata a soggetto (per Rai Tre). È anche autore, sempre per la Rai, di un teatro inchiesta L’esperimento, messo in onda con la regia di Dante Guardamagna.
Nel clima di differenti opportunità e di libera circolazione che vigeva, un tempo, all’interno della Rai, realizza alcune “serate a soggetto” su il Dopo Vermicino, sulla Droga, sui Trapianti (con Christiaan Barnard) per la struttura di Angelo Guglielmi.
Per la radio, pensa e conduce in diretta tre programmi a cicli di tre mesi: Il momento della verità, Eravamo il futuro, Sottotiro e, per un mese, tutte le mattine all’alba, I giorni.
Nel 1985 Biagio Agnes e Sergio Zavoli - direttore generale e presidente della Rai di allora – lo chiamano a dirigere il Radiocorriere TV, leader storico dell’informazione radiotelevisiva in Italia.
In sette anni e mezzo di direzione Falivena moltiplica l’offerta editoriale con Il punto – un panorama settimanale degli avvenimenti italiani e internazionali – e con Campioni – un quindicinale d’attualità sul mondo dello sport: dal calcio, alla boxe, all’atletica leggera.
Lasciata la Rai, nel 1995, è chiamato alla presidenza del C.O.R.E.R.A.T (Comitato Regionale per le Televisioni della Regione Lazio) e, per cinque anni, segue i problemi e le interconnessioni dell’emittenza locale alla quale dedica una complessa indagine conoscitiva raccolta in un volume.
Nel 2006 Biagio Agnes lo chiama a tenere lezioni di giornalismo e di storia della professione al Master di Formazione Biennale all’Università di Salerno.
Dal gennaio del 2010 all’aprile 2011 ha diretto e rilanciato 50 e più, il mensile di attualità e costume con 300 000 copie dedicato alle persone della terza età.
Muore a Roma il 22 novembre 2021.

## Scritti
- Tullio senza scritti di Paola Caterina Giovanni De Crescenzo, Aldo Falivena, Italo Gallo, Alberto Granese, Aurelia Lenza, Cettina Lenza, Rino Mele (Autore), Il Catalogo (Autore) - 1987
- Immagini di Alfonso Gatto atti del convegno di studi dedicato dal comune di Salerno ad Alfonso Gatto (Italiano) di Filiberto Menna, a cura di Epifanio Ajello, Michele Scozia, Carlo Bo, Gaetano Afeltra, Manlio Cancogni, Domenico Cantatore, Aldo Falivena, Antonio Ghirelli (Autore) –  1990
- Ring ‘78 (Italiano) di Dayan, a cura di Aldo Falivena e Franco Morabito, Introduzione di Andrea Barbato Gheddafi, Afanasiev, Soares, Arafat, Kreisky, Yamani, Carrillo, Sadat (Autore) - 1978

## Documentari
- Italia Proibita, con Enzo Biagi, Brando Giordani e Sergio Giordani – film-documentario (1963)
- La Rosa Bianca di Aldo Falivena, Dante Guardamagna, regia di Alberto Negrin, con Nicoletta Rizzi, Luciano Virgilio, Gabriele Lavia, Renzo Rossi, Dario Mazzoli, Corrado Gaipa, Sandro Sperlì, Giancarlo Bonuglia, Carla Tatò – documentario (1971)
- Montelungo, cronaca di una battaglia di Aldo Falivena, dal sacrario militare italiano di Montelungo di Mignano Monte Lungo – documentario (1975)
- La Rai e le 28 ore sulla Luna, la lunga diretta per l'allunaggio, regia di Aldo Falivena